# Eleição para o Senado federal pela Califórnia em 2012
A eleição para o senado do estado americano da Califórnia foi realizada em 6 de novembro de 2012, simultaneamente com as eleições para a câmara dos representantes, para o senado, para alguns governos estaduais e para o presidente da República. Conforme lei estadual, a primária desse ano será realizada de forma diferente, onde todos os candidatos aparecem na mesma cédula, independentemente de partido. Na eleição primária em 5 de junho, os eleitores puderam votar em qualquer candidato na lista, ou em qualquer outro candidato, independentemente da filiação partidária do candidato. Os dois primeiros colocados — de todos os partidos — avançaram para a eleição geral em novembro, mesmo que um candidato tenha recebido a maioria dos votos nas primárias de junho. Nesta eleição, menos de 15% da população total (de acordo com o Censo de 2010) votaram. A senadora Dianne Feinstein anunciou sua intenção de concorrer a um quarto mandato em abril de 2011, sendo reeleita com mais de 61% dos votos.

## Candidatos

### Partido democrata
- Dianne Feinstein, atual senadora[3]
- Colleen Shea Fernald, consultora com foco em práticas sustentáveis de propriedade, produtos e serviços[4]
- David Levitt, cientista e professor[5]
- Nak Shah, consultor de saúde ambiental
- Diane Stewart, empresária e gerente de finanças[6]
- Mike Strimling, membro da procuradoria dos direitos do consumidor, o ex-conselheiro do U.S. Peace Corps legal[7]

### Partido Republicano
- John Boruff, empresário[8]
- Oscar Alejandro Braun, empresário e fazendeiro[9]
- Greg Conlon, empresário[10]
- Elizabeth Emken, candidato a representante dos Estados Unidos pelo 11º Distrito Congressional da Califórnia em 2010[11][12]
- Marsha Feinland[13]
- Rogelio Gloria, diretor do US Naval[14]
- Dan Hughes, empresário[15]
- Dennis Jackson, gerente e executivo de fabricação de peças de alta precisão e CNC[16]
- Dirk Konopik[12]
- Donald Krampe, diretor de administração aposentado[17]
- Robert Lauten[18]
- Al Ramirez, empresário[19]
- Nachum Shifren, candidato a uma vaga no Senado estadual em 2010[20]
- Orly Taitz, dentista e candidato a Secretário de estado em 2010[21]
- Rick Williams, empresário e advogado[22]

#### Desistências
- Devin Nunes, representante dos Estados Unidos[23]
- Michael Reagan, apresentador de rádio e filho do ex-presidente Ronald Reagan[24]
- Meg Whitman, CEO da Hewlett-Packard, ex-CEO da eBay e candidata republicana a governadora em 2010[25]

### Partido libertário
- Gail Lightfoot, enfermeira aposentada[26]

### Partido da Paz e Liberdade
- Kabiruddin Karim Ali, empresário[27]
- Marsha Feinland, professor aposentado

### Partido América Independente
- Don J. Grundmann, médico de quiropraxia[27]

### Resultados
|  | Democrata                           | Dianne Feinstein     | 2.287.121 | 49,51% |
|  | Republicano                         | Elizabeth Emken      | 585.933   | 12,68% |
|  | Republicano                         | Dan Hughes           | 307.133   | 6,34%  |
|  | Republicano                         | Rick Williams        | 148.129   | 3,20%  |
|  | Republicano                         | Orly Taitz           | 147.108   | 2,99%  |
|  | Republicano                         | Dennis Jackson       | 130.876   | 2,83%  |
|  | Republicano                         | Greg Conlon          | 129.255   | 2,79%  |
|  | Partido Libertário (Estados Unidos) | Gail Lightfoot       | 95.247    | 2,06%  |
|  | Democrata                           | Diane Stewart        | 92.095    | 1,99%  |
|  | Democrata                           | Mike Strimling       | 91.371    | 1,97%  |
|  | Democrata                           | David Levitt         | 71.890    | 1,55%  |
|  | Republicano                         | Oscar Braun          | 71.385    | 1,54%  |
|  | Paz e liberdade                     | Marsha Feinland      | 54.129    | 1,17%  |
|  | Republicano                         | Robert Lauten        | 52.980    | 1,14%  |
|  | Democrata                           | Colleen Shea Fernald | 48.568    | 1,05%  |
|  | Republicano                         | Donald Krampe        | 37.314    | 0,80%  |
|  | América independente                | Don J. Grundmann     | 30.922    | 0,66%  |
|  | Republicano                         | Dirk Allen Konopik   | 28.276    | 0,61%  |
|  | Republicano                         | John Boruff          | 28.138    | 0,60%  |
|  | Democrata                           | Nak Shah             | 25.283    | 0,54%  |
|  | Republicano                         | Rogelio T. Gloria    | 21.083    | 0,45%  |
|  | Republicano                         | Nachum Shifren       | 20.595    | 0,44%  |
|  | Paz e liberdade                     | Kabiruddin Karim Ali | 11.492    | 0,24%  |

### Eleição contestada
Em julho de 2012, Orly Taitz abriu um processo para bloquear a certificação dos resultados das eleições primárias, alegando "fraude eleitoral desenfreada", mas o processo foi negado.

## Arrecadação
| Candidato (partido)                | Receitas    | Desembolsos | Dinheiro em caixa | Dívida   |
| ---------------------------------- | ----------- | ----------- | ----------------- | -------- |
| Dianne Feinstein (D)               | $10,641,605 | $11,392,652 | $3,085,602        | $302,091 |
| Elizabeth Emken (R)                | $389,024    | $362,270    | $26,753           | $260,546 |
| Fonte: Federal Election Commission |             |             |                   |          |

## Eleição geral

### Candidatos
- Dianne Feinstein (D), atual senadora
- Elizabeth Emken (R), ex-vice-presidente da Autism Speaks

### Pesquisas
| Fonte           | Date(s) administered            | Entrevistados | Margem de erro | Dianne Feinstein (D) | Elizabeth Emken (R) | Outros | Indecididos |
| --------------- | ------------------------------- | ------------- | -------------- | -------------------- | ------------------- | ------ | ----------- |
| Reason-Rupe     | 11-15 de outubro de 2012        | 508           | ± 5,1%         | 60%                  | 34%                 | 2%     | 5%          |
| SurveyUSA       | 9-11 de setembro de 2012        | 524           | ± 4,2%         | 55%                  | 37%                 | —      | 9%          |
| CBRT Pepperdine | 30 de julho-1 de agosto de 2012 | 873           | ± 3,3%         | 45,9%                | 33,6%               | —      | 20,6%       |
| Field           | 21 de junho-2 de julho de 2012  | 848           | ± 3,5%         | 51%                  | 32%                 | —      | 17%         |
| SurveyUSA       | 27-29 de maio de 2012           | 1.575         | ± 2,5%         | 50%                  | 34%                 | —      | 15%         |

### Resultados
|  | Democrata   | Dianne Feinstein | 7.748.994  | 62,5% |
|  | Republicano | Elizabeth Emken  | 4.650.994  | 37,5% |
|  | Total:      | Total:           | 10.268.442 | 100%  |